# 赤城神社 (館林市足次町)
赤城神社（あかぎじんじゃ）は、群馬県館林市足次町の神社。

## 歴史
1202年（建仁2年）に創建された。新田義重が上野国勢多郡三夜沢（現・群馬県前橋市三夜沢町）の赤城神社から分霊を勧請した。創建の数日後に息子の「義松」が誕生したことから、さらに社殿を増築し、新田氏の氏神としたという。
1873年（明治6年）、近代社格制度に基づく「郷社」に列せられ、1907年（明治40年）の神社合祀により、近くの11社（摂末社含む）が合祀された。1922年（大正11年）に「神饌幣帛料供進神社」に指定された。

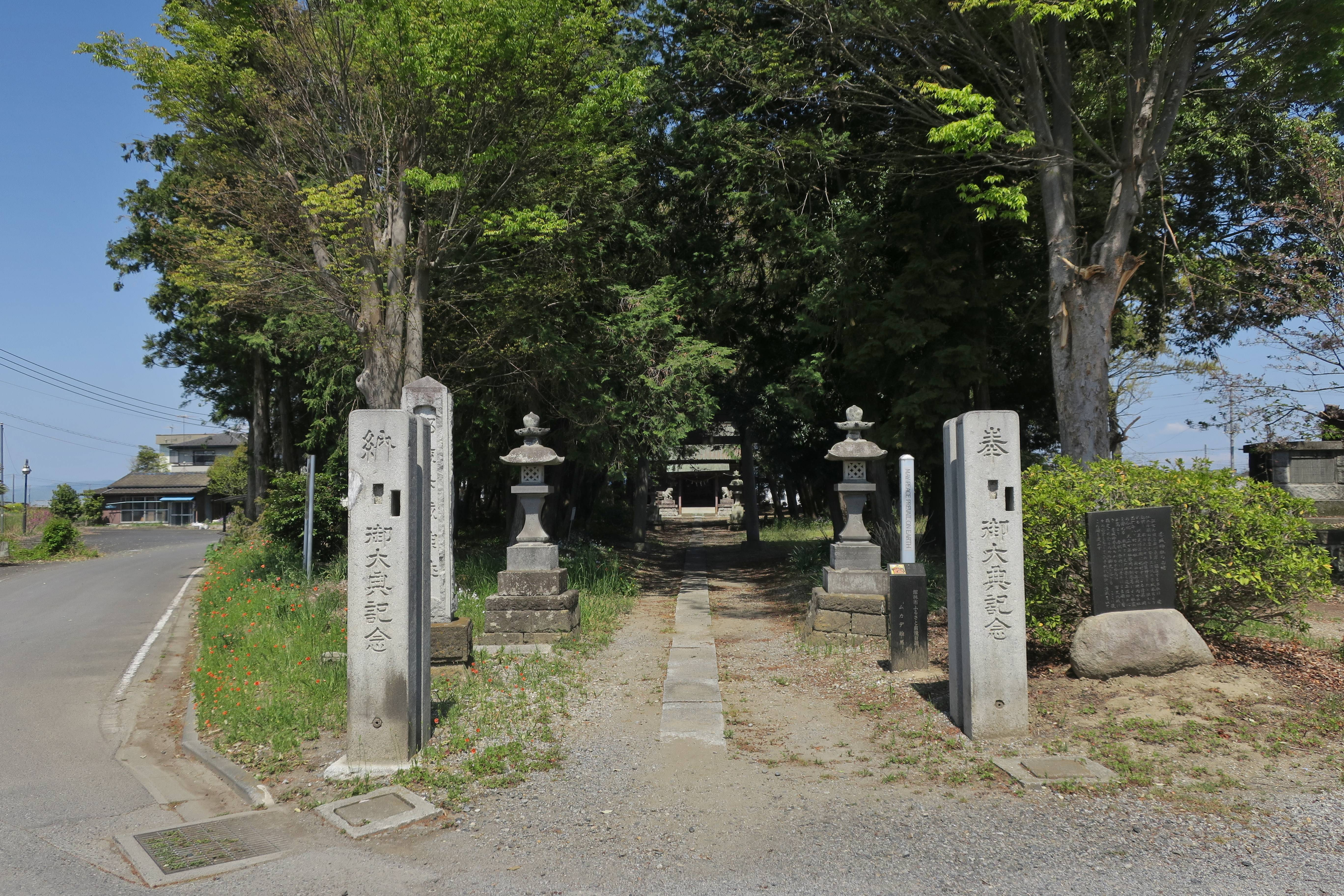
参道
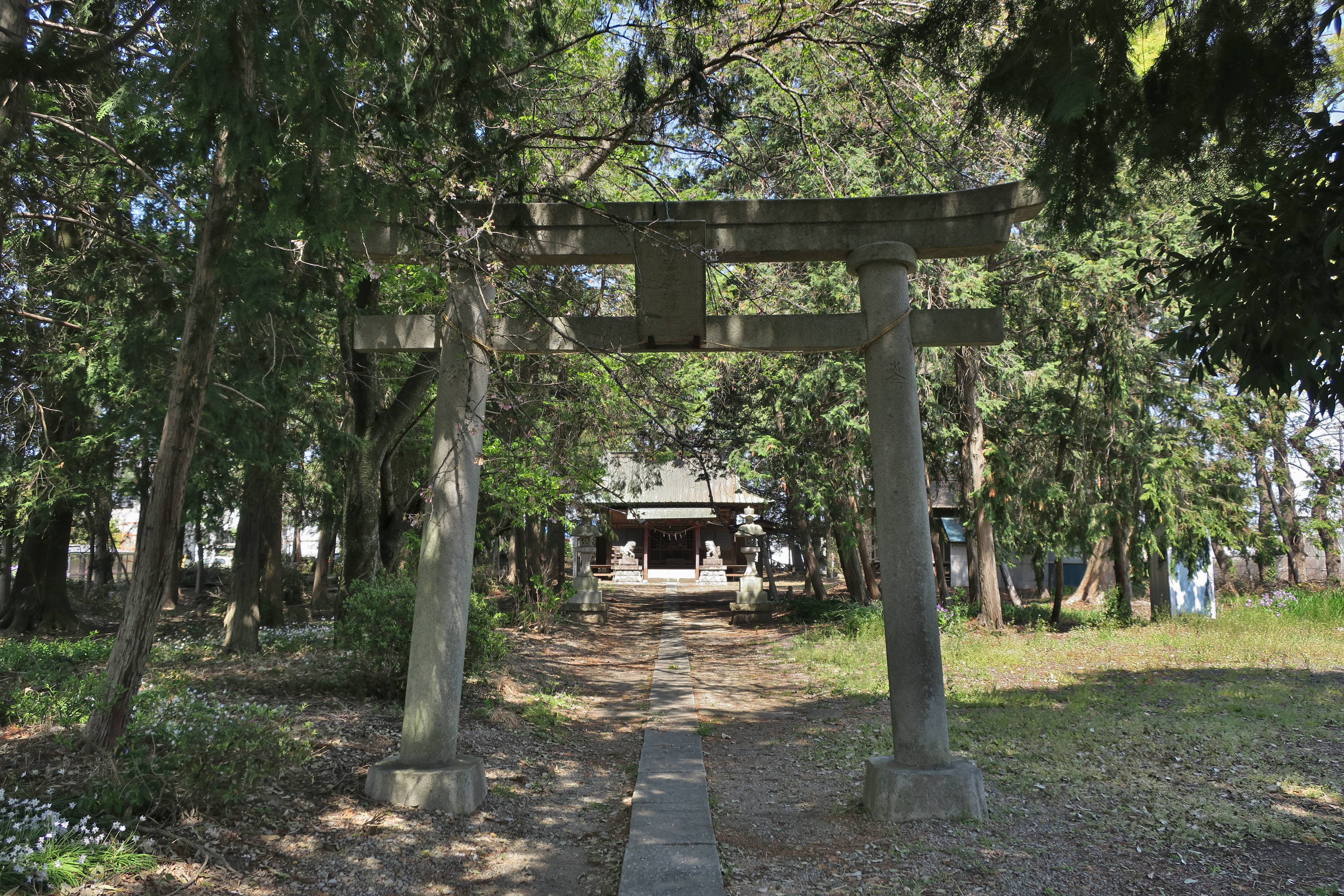
境内
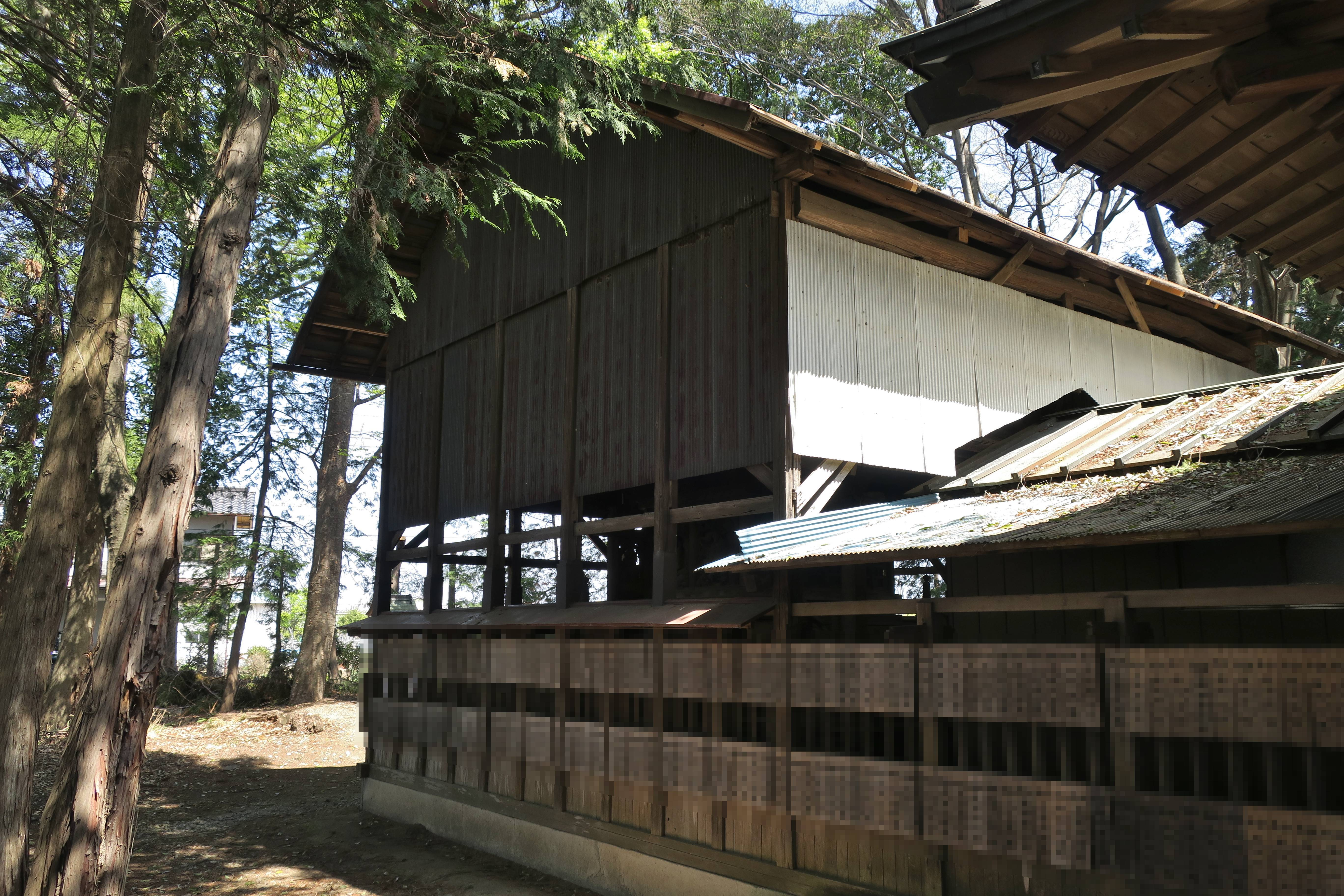
本殿
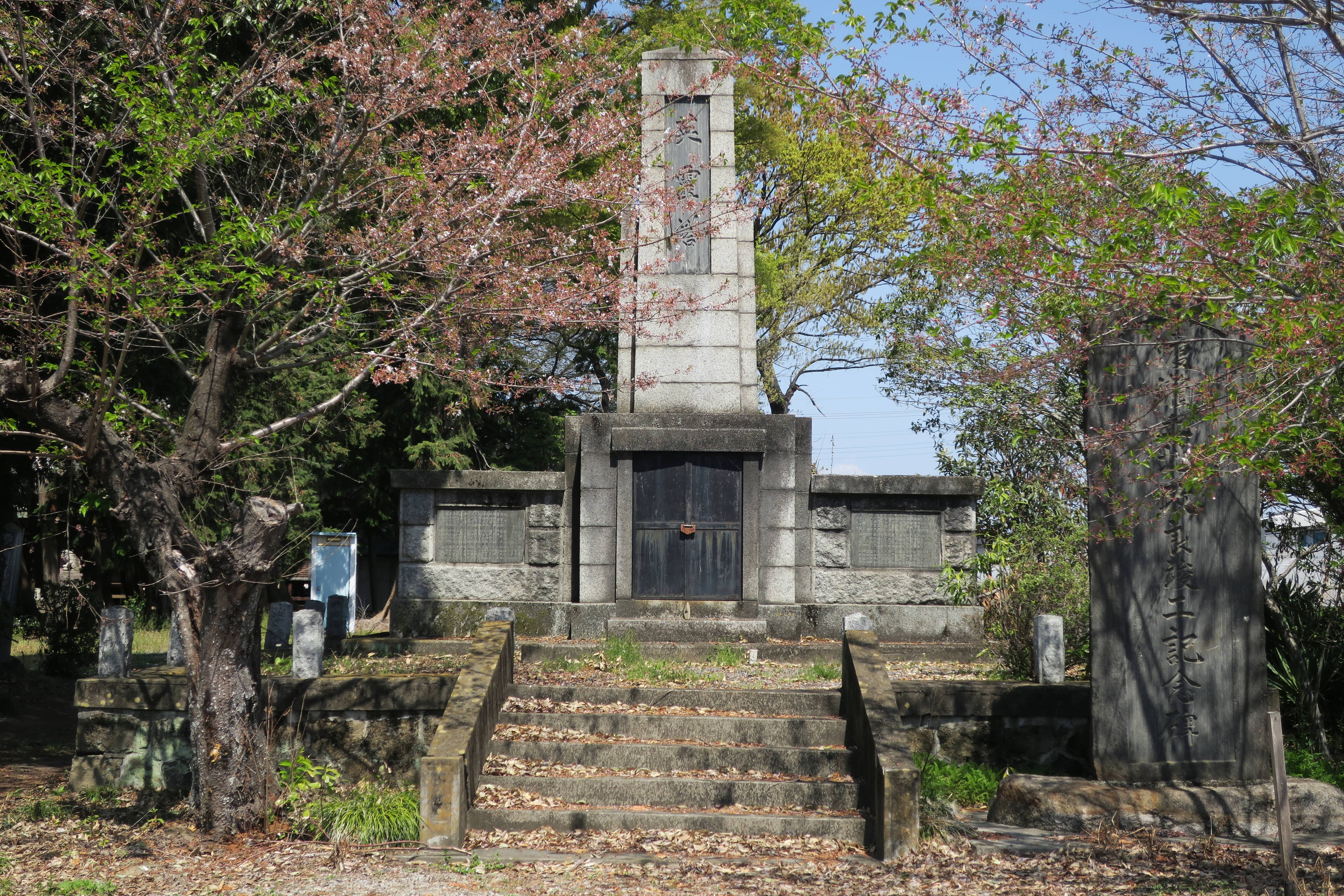
英霊塔

## 文化財

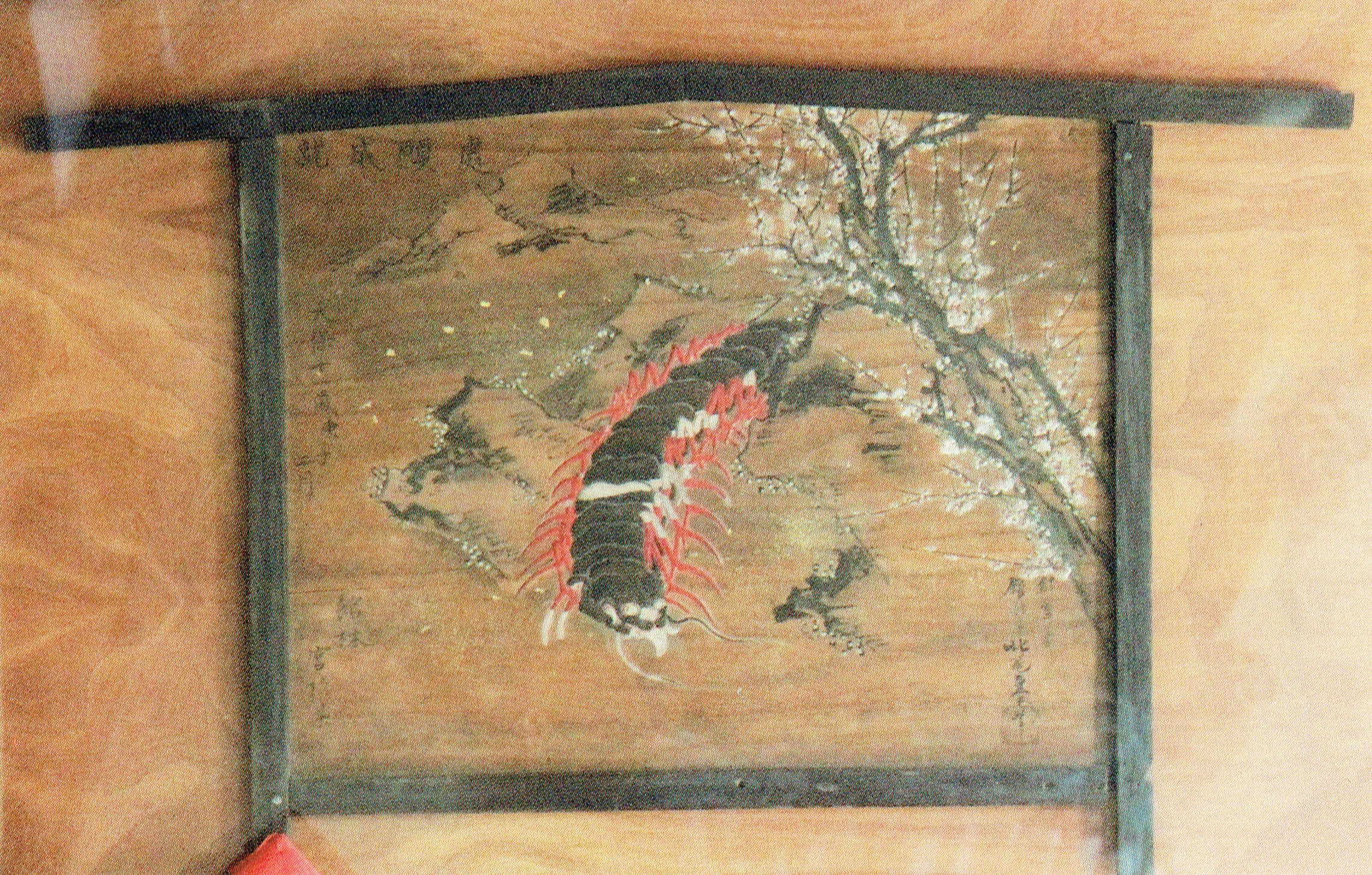
ムカデと梅樹絵馬（北尾重光画）

- 千匹ムカデ絵馬（館林市指定文化財 昭和54年7月30日指定）[2]
- ムカデと梅樹絵馬（館林市指定文化財 昭和54年7月30日指定）[2]

## 交通アクセス
- 渡瀬駅より徒歩17分。